# Amy Purdy
Pour les articles homonymes, voir Purdy.
Amy Purdy, née le 7 novembre 1979, est une snowboardeuse américaine.

## Biographie
Elle est victime d'une méningite bactérienne à l'âge de 19 ans et passe trois semaines dans le coma pendant lesquels elle doit être amputée des deux jambes en dessous des genoux.

## Palmarès

### Jeux paralympiques d'hiver
- Jeux paralympiques d'hiver de 2018
  -  Médaille d'argent en Snowboard Cross
- Jeux paralympiques d'hiver de 2014
  -  Médaille de bronze en Snowboard Cross